# Лещенко, Анастасия Кирилловна
Анастаси́я Кири́лловна Ле́щенко (26 апреля (9 мая) 1906, с. Грунь Зиньковского уезда Полтавской губернии — 17 января 1995, Киев) — советский учёный, селекционер сои.

## Биография
Окончила в Полтаве сельскохозяйственный техникум, затем институт (1927) и аспирантуру. Несколько лет работала там же.
С 1929 года — научный сотрудник, зав. отделом селекции и семеноводства Кубанской опытной станции ВНИИ сои и клещевины. С 1932 года — на Харьковской селекционной станции, затем (1937) — в НИИ зернового хозяйства и зернобобовых культур (Орёл); с 1946 года — заведующая отделом селекции ВНИИ сои.
С 1949 года — заведующая лабораторией селекции сои Кировоградской сельскохозяйственной опытной станции.
С 1983 года — на пенсии.

## Научная деятельность
Автор и соавтор 27 сортов сои (в том числе Ланка, Белоснежка, Веселка, Кировоградская 4, Киевская 48, Терезинская 24, Херсонская 2) и сорта чины Кубанская 492.

### Книги
- Соя [Текст] / А. К. Лещенко, Б. В. Касаткин, М. И. Хотулев ; М-во сельского хозяйства СССР. Всесоюз. науч.-исслед. ин-т сои и клещевины. — М.: Сельхозгиз, 1948 (тип. «Кр. пролетарий»). — 272 с. : ил.; 19 см.
- Соя : (Генетика, селекция, семеноводство) / А. К. Лещенко, В. И. Сичкарь, В. Г. Михайлов, В. Ф. Марьюшкин; [Отв. ред. П. К. Шкварников]; АН УССР, Ин-т молекуляр. биологии и генетики. — Киев: Наук. думка, 1987. — 255 с. : ил.; 22 см; ISBN (В пер.)
- Культура сої на Україні [Текст] : научное издание / А. К. Лещенко. — Киев: Вид-во Української академії с.-г. наук, 1962. — 325 с.
- Соя [Текст] : научное издание / А. К. Лещенко, А. О. Бабич. — Киев: Урожай, 1977. — 104 с.
- Культура сои [Текст] : (Происхождение, распространение, основные ботан. и биол. особенности). — Киев: Наукова думка, 1978. — 236 с. : ил.; 20 см.
- Селекция, семеноведение и семеноводство сои / А. К. Лещенко, В. Г. Михайлов, В. И. Сичкарь. — Киев: Урожай, 1985. — 118 с.; 20 см.

## Награды и звания
Кандидат сельскохозяйственных наук. Заслуженный агроном Украинской ССР (10.11.1964). Награждена орденами Трудового Красного Знамени, «Знак Почёта», медалью Мичурина, 5 медалями ВДНХ (золотая, серебряная и три бронзовых).